# Калуга
Калу́га (рос. Калуга) — місто в Центральному федеральному окрузі Росії, адміністративний центр Калузької області. Населення — 330 тис. осіб. Місто стоїть на лівому березі річки Ока, за 180 км від Москви. З 1892 по 1935 в Калузі жив і працював засновник космонавтики Костянтин Ціолковський. На його честь названо місцевий аеропорт.

## Походження назви
Існує кілька версій походження назви міста. Наприкінці XVIII ст. академік В. Ф. Зуєв, який визначив розташування найдавнішої Калуги, висунув припущення, що його назва є вторинною щодо назви річки Калужки, що
протікає поблизу.
Калузький археолог Іван Четиркін, поділяючи думку Зуєва про вторинність назви міста, виводив назву річки від діалектних калюжа, калюжина («багно, болото»). Згідно зі словником Даля, словом калуга у Твері й Костромі називали «багно, болото», у Калузі й Тулі — «півострів», в інших областях Росії — «заплаву, заплавну луку». Етимологічний словник Фасмера також тлумачить калуга як «болото, багно» і наводить когнати в інших слов'янських мовах: укр. калюга, калужа («калюжа»), сербохорв. каљуга, каљужа, словен. kaluza, чеськ. kaluze, словац. kaluza.

## Географія
Калуга розташована на Середньоросійській височині, на обох берегах річки Оки, за 160 км на південний захід від Москви і приблизно за 100 км на захід від Тули.

## Клімат
Клімат помірно континентальний, зима сніжна і помірно-холодна, літо тепле і дощове.
| Клімат Калуги           | Клімат Калуги | Клімат Калуги | Клімат Калуги | Клімат Калуги | Клімат Калуги | Клімат Калуги | Клімат Калуги | Клімат Калуги | Клімат Калуги | Клімат Калуги | Клімат Калуги | Клімат Калуги | Клімат Калуги |
| Показник                | Січ.          | Лют.          | Бер.          | Квіт.         | Трав.         | Черв.         | Лип.          | Серп.         | Вер.          | Жовт.         | Лист.         | Груд.         | Рік           |
| Середній максимум, °C   | −6,6          | −5            | 0,4           | 10,3          | 18,7          | 21,5          | 23,0          | 21,9          | 15,7          | 9,0           | 0,7           | −3,7          | 7,2           |
| Середня температура, °C | −10,1         | −9            | −3,5          | 5,7           | 12,7          | 15,8          | 17,5          | 16,3          | 10,9          | 5,4           | −1,9          | −6,6          | 4,4           |
| Середній мінімум, °C    | −13,5         | −12,9         | −7,4          | 1,0           | 6,7           | 10,1          | 12,0          | 10,7          | 6,1           | 1,8           | −4,5          | −9,5          | 0,1           |
| Норма опадів, мм        | 39            | 33            | 35            | 39            | 43            | 77            | 80            | 71            | 55            | 50            | 53            | 55            | 630           |
| ----------------------- | ------------- | ------------- | ------------- | ------------- | ------------- | ------------- | ------------- | ------------- | ------------- | ------------- | ------------- | ------------- | ------------- |
| Джерело:                |               |               |               |               |               |               |               |               |               |               |               |               |               |

## Історія

### Археологічні знахідки
Проведені розкопки та історичні дослідження з різних джерел датують появу поселень на місці нинішньої Калуги приблизно від 7 до 5000 років до нашої ери, хоча немає точних підтвердження про сталість цих поселень.

### Середньовіччя
Вперше Калуга згадується в листі Литовського князя Ольгерда Костантинопольському патріарху Філофею у 1371 році. У 1389 році віддана князю Андрію Дмитровичу Можайському. Згодом Калуга перейшла від нього до його синів, Івана та Михайла. У 1445 році на місто напали литовці і взяли з нього відкуп. За князювання Івана III місто відійшло до Московського князівства. У 1465 власником міста став колишній єпископ Брянський і Чернігівський Євфимій.
У 1505 році Калуга вперше стала самостійним князівським містом. Будучи зручним прикордонним пунктом на Оці, вона була видатним стратегічним центром, звідки можна було керувати обороною проти кримських татар і перегороджувати їм шлях через Оку.
В 1618 році місто було взяте військами українського гетьмана Петра Сагайдачного під час Польсько-московської війни 1617—1618. Після епідемії 1654 року, що забрала життя 2000 мешканців міста, почалося благополучне зростання Калуги. У 1681 році в ній вже було 1045 дворів. У цей час в Калузі була дерев'яна фортеця.

### Російська імперія
Після реформи 1719 року була заснована Калузька провінція, яка входила до складу Московської губернії. Калуга стала адміністративним центром другорядного значення.
15 грудня 1775 місто відвідала імператриця Катерина II. Купецтво з цього приводу спеціально вибудувало тріумфальні ворота. Імператриця пробула в Калузі тільки день, увечері вона виїхала в Полотняний завод, звідки 17 грудня відбула назад у Москву. Поїздка Катерини в Калугу мала своїм наслідком перетворення Калуги з провінції в губернію за указом 24 серпня 1776 року. Це посприяло розвитку міста.
У 1776—1796 роках Калуга була центром Калузького намісництва Російської імперії. Після 1796 року намісництво було перетворене на Калузьку губернію.
У 1799 р. у Калузі відкрито єпархію.
У франко-російській війні 1812 р. Калуга відігравала важливу роль, її злам відбувся саме в Калузькій губернії, сама ж Калуга протягом кількох тижнів була головною артерією постачання РІА.
У XIX столітті Калуга поступово відновлювала своє господарство і чисельність міського населення. До 1820 року воно вже досягає довоєнної чисельності, а в 1823 році перевищує 25 000 осіб.

### Радянський період
На початок Німецько-радянської війни Калуга адміністративно була містом обласного підпорядкування, залишаючись центром Калузького району, у складі новоствореної Тульської області.
Окупація міста Калуги військами нацистської Німеччини тривала з 13 жовтня по 30 грудня 1941. При вході в Калугу німці зустрілся із опором більшовицьких частин. При відступі РСЧА не були підірвані об'єкти міської інфраструктури (німцям вдалося пустити електростанцію вже через добу після початку окупації). Будівля міської друкарні також використовувалося німцями: там з 28 листопада по 20 грудня видавалася щотижнева окупаційна газета «Новий Шлях», під девізом «Проти більшовизму! За свободу і хліб!».Головним редактором був Є. Є. Бунескул (син Є. Г. Бунескула, в 1914 році — офіцера 10-го Новоінгерманландского полку, Георгіївського кавалера, знайомого К. Є. Ціолковського), загалом вийшло у світ чотири номери цієї газети.
За час окупації гітлерівці встигли організувати в місті єврейське гетто. За час війни було зруйновано 196 будинків, без даху над головою заишилось понад 850 сімей.
Бійці 50-ї армії, разом з РСЧА саме від Калуги почали наступ.

## Населення
Зміна чисельності населення за період з 1825 по 2010 рік:

## Культура

### Музеї
- Державний музей історії космонавтики імені К. Е. Ціолковського
  - Будинок-музей К. Е. Ціолковського
  - Будинок-музей А. Л. Чижевського
  - Калузький планетарій
- Калузький об'єднаний музей-заповідник
  - Музейно-краєзнавчий комплекс «Садиба Золотарьових»
  - Музейно-краєзнавчий центр «Палати Коробових»
  - Будинок І. Г. Білібіна
  - Музейно-краєзнавчий центр «Будинок Г. С. Батенькова»
- Калузький музей образотворчих мистецтв
- «Будинок майстрів»
  - Картинна галерея Людмили Климентовської
- Музей ремесел, архітектури та побуту
- Музей ляльок «Берегиня»
- Калузький мінералогічний музей

### Театри
- Калузький обласний драматичний театр — один із найстаріших драматичних театрів Росії, відкритий 19 січня 1777 року
- Калузький обласний театр юного глядача
- Калузький театр ляльок

## Засоби масової інформації
У місті видаються:
- Обласна газета «Весть»
- Газета «Калужские Губернские Ведомости»
- Газета «Знамя»
- Газета «Калужская неделя»
- Газета «Телесемь-Калуга»
- Газета «Комсомольская правда — Калуга»
- Газета «Наше право»
- Газета «Калужский перекресток»
- Газета «Аргументы и Факты — Калуга»
- Газета «Работа Для Вас»
- Газета «Из рук в руки»
- Газета «Правовой курьер»
- Газета «Ва-банк»
- Газета «Ярмарка Калуга»
- Газета «ТПП-информ»
- Газета «Рабочая неделя Ремпутьмаша»
- Журнал «Губерния 40»
- Журнал «Золотой квадрат»
- Журнал «Жить хорошо»
- Журнал «Рейтинг Pro…»

На території регіону діє телерадіокомпанія «Ніка», Калузька телерадіокомпанія та інші.

## Міста-побратими
Калуга є містом-побратимом для міст:
- Зуль (нім. Suhl), Німеччина (1969)[30][31]
- Біннінген (нім. Binningen), Швейцарія (1992)[32]
- Лахті (фін. Lahti), Фінляндія (1994)[33][34]
- Панорама (грец. Πανόραμα), Греція (з 15 квітня 2011 р.)
- Тирасполь, Молдова (столиця невизнаної Придністровської Молдавської Республіки)

## Нагороди міста
- Орден Леніна
- Орден Трудового Червоного Прапора

## Відомі люди
- Азаров Микола Янович — український політик, прем'єр-міністр України (з 11 березня 2010).
- Аманшин Віктор Петрович — Герой Соціалістичної Праці.
- Іванов Ігор Валентинович — український кінооператор, режисер.
- Кірсенко Михайло Володимирович — доктор історичних наук, професор кафедри історії Національного університету « Києво-Могилянська академія».
- Космачов Ігор Іванович — російський композитор.
- Лейбенгруб Павло Соломонович (1915—1984) — радянський педагог, історик, доктор педагогічних наук (1982), професор, Заслужений вчитель школи РРФСР, Відмінник народної освіти СРСР (1967, 1984 рр.)